# Komuz (luth)
Pour les articles homonymes, voir Komuz.

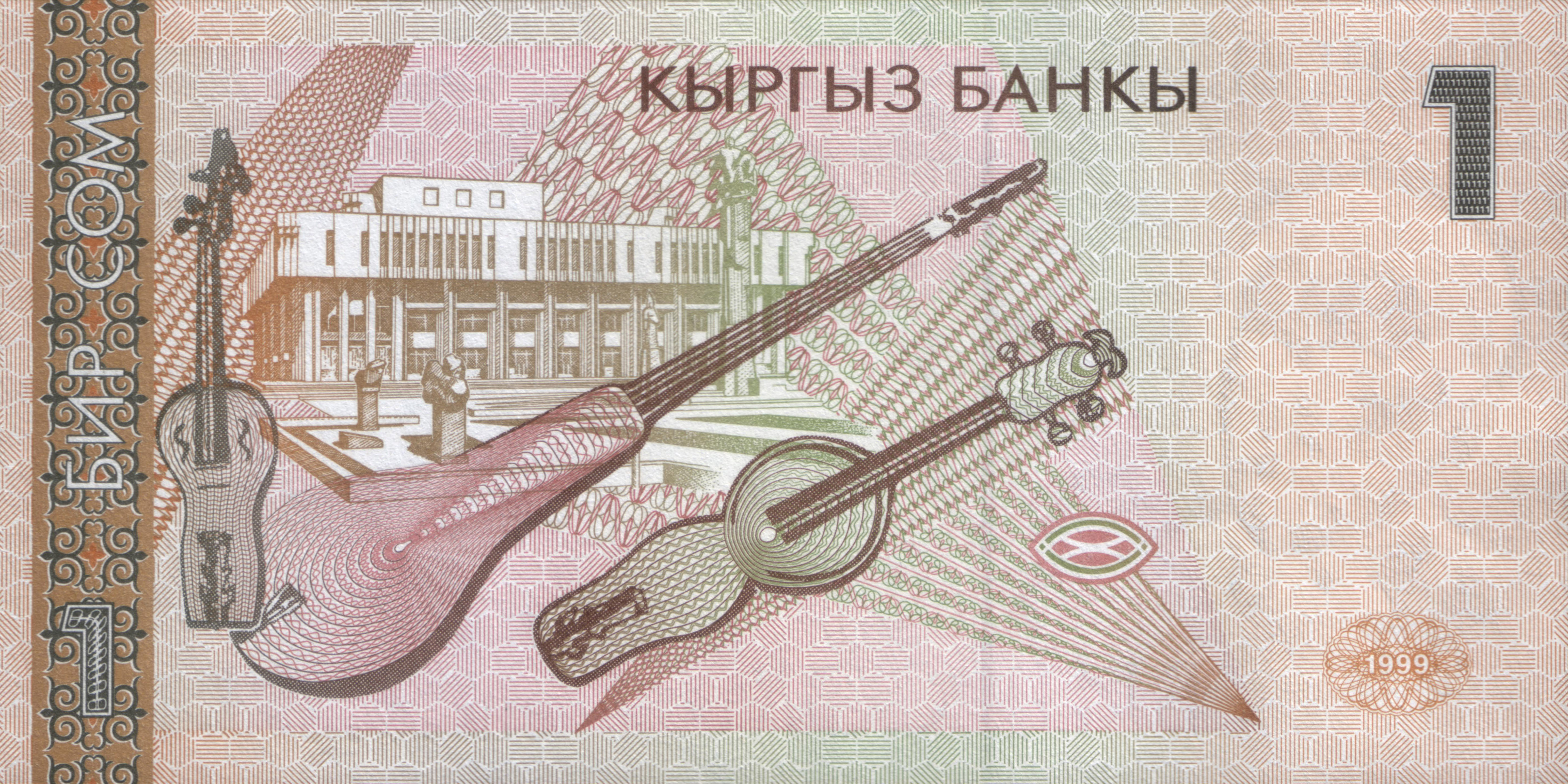
Komuz (au centre) sur un billet de banque kirghiz.

Le komuz (kirghiz : комуз) est un luth à manche long d'Asie centrale, principalement utilisé dans la musique kirghize. C'est le seul luth de cette région à avoir trois cordes et non deux.
Il ne faut le confondre ni avec le luth sibérien komus (à deux cordes), ni avec la guimbarde du même nom, ni avec le kobyz qui est une vièle, mais dont le nom est parfois utilisé pour désigner ce luth.

## Lutherie
La caisse de résonance de 90 cm est taillée dans un seul bloc de bois, parfois avec le manche, qui ne comporte pas de frettes. Une ouverture est pratiquée à l'arrière.
Les 3 cordes en boyaux (non métalliques) sont accordées de différentes façons, la plus aigüe étant généralement celle du milieu.

## Jeu

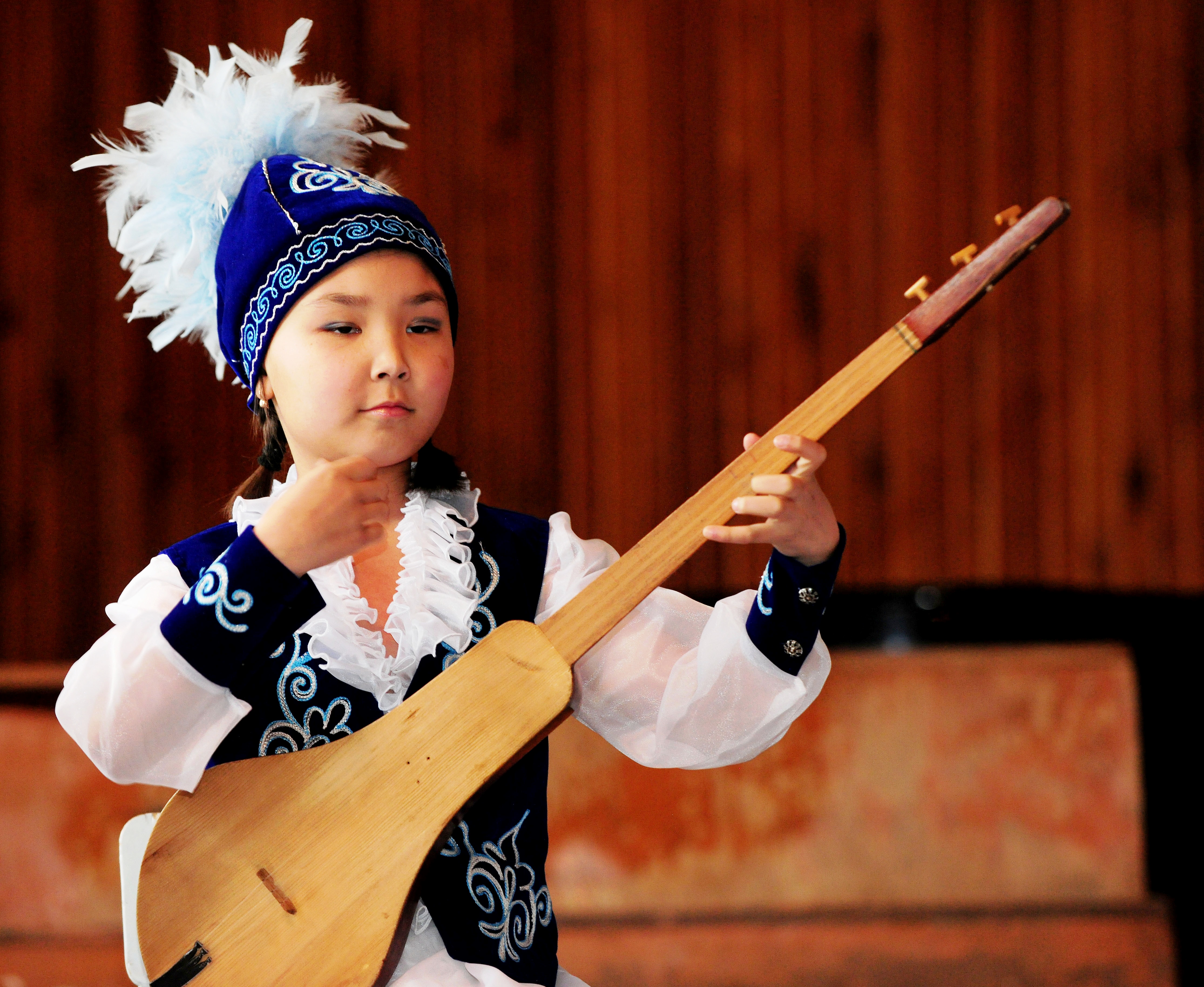
Jeune fille jouant du komuz à Bishkek en 2010.

On en joue plutôt assis, l'instrument tenu horizontalement, mais les virtuoses peuvent en jouer dans toutes les positions. Il peut être un instrument soit d'accompagnement, soit soliste. On peut pincer ou gratter les cordes.